# Simen Nordli
Simen Bolkan Nordli (* 25. Dezember 1999 in Elverum) ist ein norwegischer Fußballspieler.
Er hat nie eine Ausbildung in einer Fußballakademie absolviert, sondern spielte bis zu seinem 16. Lebensjahr für einen Viertligisten. Über einen Umweg bei Ham-Kam, mit dem er in der dritten und zweiten Liga spielte, landete Nordli bei Aalesunds FK. Seit Januar 2023 spielt er in Dänemark bei Randers FC. Zudem war Simen Nordli norwegischer Nachwuchsnationalspieler.

## Laufbahn im Vereinsfußball
Simen Nordli spielte als Jugendlicher bei Ottestad IL, für den er in der Saison 2015 zu seinem ersten Einsatz in der ersten Mannschaft kam. Er absolvierte unter anderem 20 Spiele in der vierten Liga, ehe er im Januar 2016 zum damaligen Drittligisten Ham-Kam wechselte. Mit denen stieg Nordli in der Saison 2017 in die zweite Liga auf. In der Saison 2019 schoss er in 28 Spielen zwölf Tore und gab fünf Vorlagen, womit er das Interesse anderer Vereine auf sich zog. Simen Nordli wechselte schließlich zum Erstligisten Aalesunds FK, mit dem er in seinem ersten Jahr in die zweite Liga abstieg. In der Abstiegssaison schoss er lediglich vier Tore und gab vier Torvorlagen. In der darauffolgenden Zweitligasaison sammelte Nordli 30 Torbeteiligungen (20 Vorlagen, zehn Tore) und hatte somit maßgeblichen Anteil am Wiederaufstieg von Aalesunds FK in die erste Liga. Dort absolvierte er noch eine Saison und verließ dann sein Herkunftsland.
Bereits im Juli 2022 unterschrieb Simen Nordli einen Vertrag beim dänischen Erstligisten Randers FC, wobei der Wechsel im Januar 2023 vollzogen wurde. In der Saison 2023/24 war er in der regulären Saison Stammspieler, einen Teil der Abstiegsrunde verpasste er aufgrund einer Verletzung.

## Nationalmannschaftskarriere
Simen Nordli war norwegischer Nachwuchsnationalspieler und absolvierte Länderspiele in den Altersklassen U18, U19 und U21.